# Grimoire Stein
Comme le Necronomicon évoqué par H.P. Lovecraft, le Grimoire Stein est un livre imaginaire inventé par l'écrivain belge Jean Ray. 
Le Grimoire Stein, livre magique ou maudit, daterait selon les sources contradictoires de Jean Ray lui-même, du XVe ou du XVIIIe siècle, et serait conservé à la bibliothèque Bodley à Oxford. 
Jean Ray a utilisé le Grimoire Stein dans plusieurs de ses contes et récits, parfois en termes différents. (Maison à vendre ; La Conjuration du lundi ; Saint-Judas-de-la-nuit).
Comme avec Lovecraft, la récurrence des citations donne corps et réalité à une œuvre fictive.

## Citations
« Qui donc est l’auteur de cet effroyable mémoire du sortilège raisonné et, par vénéfices et formules, mis à la portée de tous ? On cite trois ou quatre noms obscurs, qui n’éclaireraient en rien le lecteur si je les transcrivais ici. Tout ce que l’on sait, ou plutôt ce que l’on admet, c’est qu’il est né au XVIIIe siècle à Stein, petite ville suisse du canton d’Appenzell. C’est là que le document fut découvert plus tard, par Simon Rowledge, un descendant de l’énigmatique Dr John Dee, le constructeur du miroir noir qui fit l’orgueil et le malheur de la famille Walpole. » (Le Livre des fantômes - Maison à vendre)